# Powderly
La ville américaine de Powderly est située dans le comté de Muhlenberg, dans l’État du Kentucky. Lors du recensement de 2000, sa population était de 846 habitants.

## Personnalité liée à la ville
L’acteur James Best est né à Powderly en 1926.

## Source
- (en) Cet article est partiellement ou en totalité issu de l’article de Wikipédia en anglais intitulé « Powderly, Kentucky » (voir la liste des auteurs).